# Landivisiau
Landivisiau (bret. Landvizio) – miejscowość i gmina we Francji, w regionie Bretania, w departamencie Finistère. W 2013 roku populacja gminy wynosiła 9481 mieszkańców. Przez miejscowość przepływa rzeka Élorn. 